# Benjamín Gould (Córdoba)
Benjamín Gould es una localidad situada en el departamento Unión, provincia de Córdoba, Argentina.
Se encuentra situada a 312 km de la Ciudad de Córdoba, y a 75 km de la ciudad de Venado Tuerto, provincia de Santa Fe.
La principal actividad económica de la localidad es la agricultura seguida por la ganadería, siendo el principal cultivo la soja.
Existen en Benjamin Gould numerosos establecimientos agrícolas como plantas de silos, criaderos, etc.
Su fiesta patronal se celebra el día 16 de julio.

## Población
Cuenta con 849 habitantes (Indec, 2022), lo que representa un incremento del 18% frente a los 699 habitantes (Indec, 2010) del censo anterior.
| Gráfica de evolución demográfica de Benjamín Gould entre 1991 y 2010 |
|                                                                      |
| Fuente: Censos nacionales del INDEC                                  |

## Toponimia
La localidad debe su nombre al Dr. Benjamin Apthorp Gould, quien fuera un importante  astrónomo estadounidense y propulsor de la astronomía en la Argentina. 
- Datos: Q5726082